# BTS 세트
BTS 세트 (대한민국 출시명), BTS 밀 (BTS Meal, 전세계 출시명)은 2021년 패스트푸드 체인점 맥도날드가 대한민국의 보이그룹 방탄소년단 (BTS)와의 콜라보로 기획되어 출시된 세트 메뉴이다. 치킨 너겟, 프렌치 프라이 미디엄, 코카콜라 미디엄, 스파이시 양념소스 2종 (스위트 칠리 / 케이준)으로 구성되었다. 2021년 5월 26일부터 2021년 6월 20일까지 전세계 50여개 국가에서 판매되었다.

## 출시

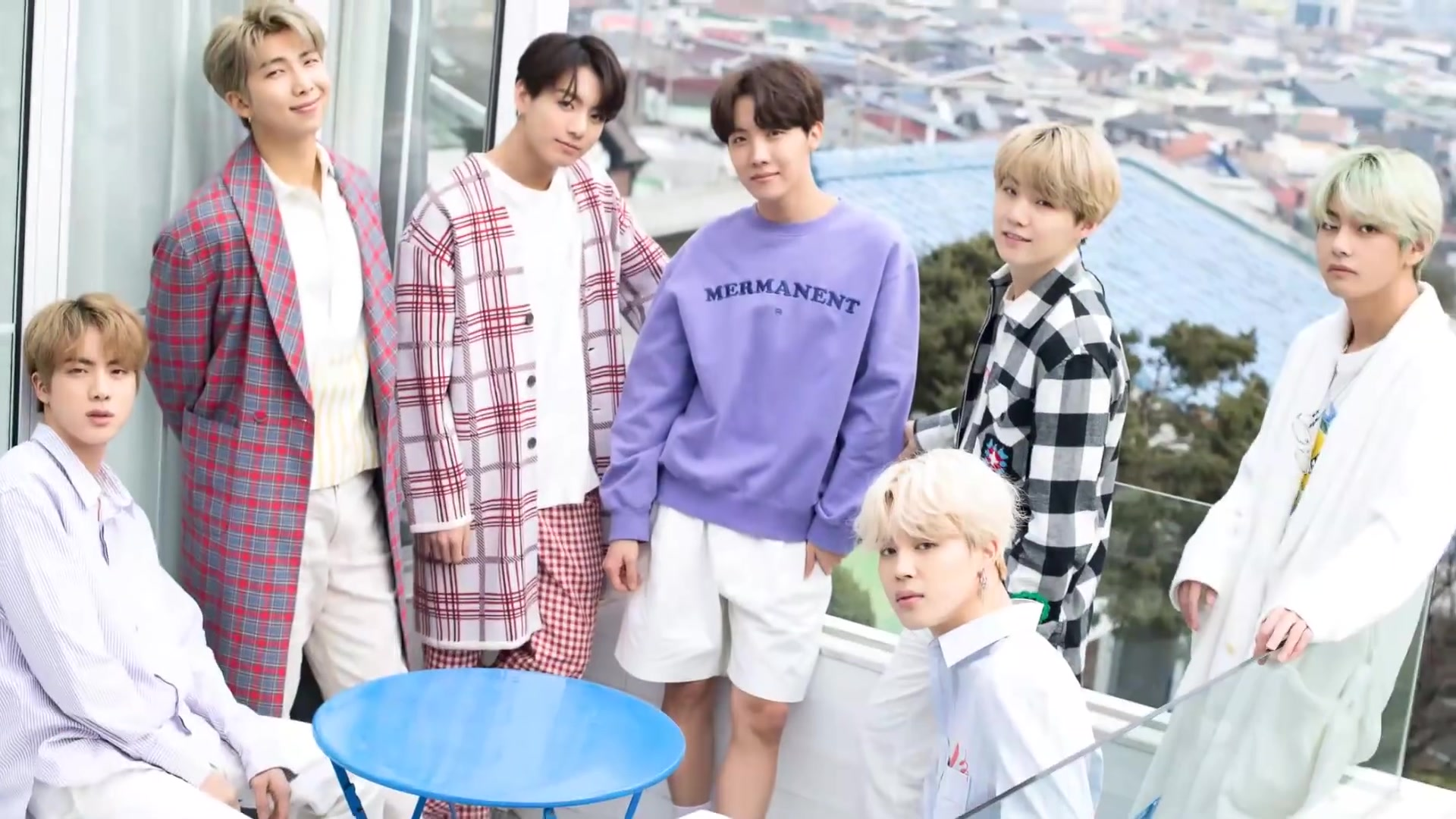
보이그룹 방탄소년단 (BTS)

미국 패스트푸드 체인점 맥도날드와 그룹 방탄소년단의 소속사 빅히트 엔터테인먼트는 공식 성명을 내고 방탄소년단과 맥도날드의 콜라보 이벤트를 진행한다고 밝혔다. 메뉴 정식 출시에 앞서 팬들을 위한 세트메뉴 쿠폰을 구매할 수 있도록 할 방침이다.
출시 지역에 따라 내부 식사, 테이크아웃, 드라이브스루, 어플 주문 등이 가능하며 정규 영업시간 동안에만 구입이 가능하다. 맥도날드의 이번 협업은 2020년 미국에서 도입된 '셀레브리티 시그니쳐 메뉴'의 일환으로, 유명인이 좋아하는 메뉴를 조합하여 그 이름을 딴 세트를 선보여 왔다. 힙합가수 트래비스 스콧, 제이 발빈 이후 이번이 세번째이나, 미국 외 국가에서 행사가 진행되는 것은 이번이 처음이다.
BTS 세트의 구성메뉴는 맥너겟 10조각과 프렌치 프라이 미디엄, 코카콜라 미디엄, 스위트 칠리 소스와 케이준 소스 2종이다. 소스의 경우 맥도날드 본사에서 "한국맥도날드 레시피에서 인기 있는 메뉴"로부터 영감을 얻었다고 설명하였다. 햄버거 메뉴는 포함되지 않았는데, 이에 대해 한국맥도날드는 "BTS 멤버들이 각자 좋아하는 메뉴를 반영하다 보니 빠지게 되었다"는 입장을 밝혔으나, 실제로는 세계 여러 나라의 입맛이 다르고, 일부 국가에서 햄버거 패티가 종교적 이유로 먹을 수 없는 사정을 반영, 공통적으로 판매할 수 있는 메뉴를 고르다 보니 버거가 빠지게 되었을 것이란 추측이 제기되었다.
세트메뉴의 판매는 2021년 5월 26일에 시작되어 약 한달간 진행되었다. 판매 첫날 출시 국가는 대한민국, 미국, 브라질, 캐나다, 콜롬비아, 도미니카 공화국, 인도네시아, 바하마, 이스라엘, 말레이시아, 파라과이, 오스트리아, 필리핀, 중화민국, 루마니아, 신트마르턴 등이다. 6월 말에 이르러서 BTS 메뉴를 출시한 국가는 50개국에 이르렀다. 출시와 함께 BTS의 상징색인 보라색이나 팬들 사이에서 통하는 "보라해"라는 문구 등 BTS를 연상시키는 요소들로 꾸며진 홍보 행사가 진행되었는데, 대한민국 서울과 부산 매장에서는 외관을 보라색으로 도배하는가 하면, 관련 상품들도 함께 출시되어 인기를 얻었다. 프로모션 이벤트는 2021년 6월 20일까지 진행되었다.

## 반응과 평가
인도네시아에서는 출시 첫날 세트메뉴를 사러 밀려든 인파로 코로나19 확산이 우려되는 바람에 매장 10여 곳의 영업이 중단되는 일이 있었다. 싱가포르에서도 코로나19 확산 방지를 위해 배달로만 주문할 수 있도록 제한하였다.
2021년 7월 21일 한국맥도날드는 BTS 세트의 국내 판매량이 120만개를 돌파했다고 밝혔다. 여러 개의 사이드 메뉴로 구성된 세트메뉴가 이토록 짧은 기간 동안 100만개 넘게 판매된 것은 이번이 처음이라고 밝혔다. 7월 27일 맥도날드는 2분기 실적이 전년 동기보다 40.5% 증가했다고 발표하였는데, 실적 요인 가운데 BTS 세트메뉴의 출시와 선풍적 인기가 그 이유로 지목되기도 하였다.
당초 한국에서 개발하고 판매되던 스위트 칠리 소스와 케이준 소스에 대한 외신의 반응은 엇갈렸다. 시카고 트리뷴의 루이자 추는 디핑소스가 "부드럽지만 놀랄 정도는 아니다"라고 평한 반면, 에스콰이어 중동판의 윌리엄 멀랄리는 케이준소스가 "패스트푸드의 근사함"이라 호평했다. 벌처 지의 레베카 알터는 맥도날드의 비즈니스 감각에 대해 호평하면서 "추후 체인점에서 뮤지션을 홍보하는 것에 대해 긍정적으로 생각하게 되었다"고 평했다.

## 같이 보기
- 맥도날드의 제품 목록
- 어몽어스 치킨 너겟 - BTS 세트에서 발견되어 이베이 경매 사이트에 올라와 화제가 되었던 치킨 너겟